# Salamanca (Madryt)
Salamanca – dystrykt Madrytu, położony w centralnej części miasta, będący zarazem najważniejszą dzielnicą handlową miasta. Przez dystrykt przebiega jedna z najważniejszych alei Madrytu - Paseo de la Castellana oraz 7 linii metra.

## Podział administracyjny
Salamanca dzieli się administracyjnie na 6 dzielnic:
- Recoletos
- Goya
- Guindalera
- Fuente del Berro
- Lista
- Castellana